# Do As Infinity
Do As Infinity – japoński zespół pop-rockowy, który powstał w 1999 roku z trzema członkami: wokalistką Tomiko Van, gitarzystą Ryō Ōwatari oraz gitarzystą i kompozytorem Dai Nagao. Nazwa zespołu jest czasami skracana do „DAI” lub D.A.I.

## Dyskografia

### Albumy studyjne
- 2000 BREAK OF DAWN
- 2001 NEW WORLD
- 2001 DEEP FOREST
- 2002 TRUE SONG
- 2003 GATES OF HEAVEN
- 2005 NEED YOUR LOVE
- 2009 ETERNAL FLAME
- 2011 EIGHT
- 2012 TIME MACHINE
- 2012 Do As Infinity X
- 2015 BRAND NEW DAYS
- 2018 ALIVE